# Luca Garritano
Luca Garritano (Cosenza, 11 de fevereiro de 1994) é um futebolista italiano que joga como atacante pelo clube Frosinone .

## Carreira do clube

### Inter
Nascido em Cosenza, na Calábria, sul da Itália, Garritano jogou pela Internazionale com sua seleção sub-15 giovanissimi nazionali na temporada 2008-09 até a equipe U17 do allievi nazionali na temporada 2010-2011.

### Cesena
Em junho 2011, Garritano (50% direitos de inscrição para € 700.000 amente com Luca Caldirola (50% dos direitos de inscrição para € 2,5M ) foram deixados para Cesena em co- acordos de propriedade como parte do acordo de 10,5 milhões de euros para assinar Yuto Nagatomo da Cesena. Garritano assinou um contrato de 3 anos, o tempo máximo que um jogador com menos de 18 anos pode assinar. Em 1 de julho de 2011 Garritano retornou ao Inter em um acordo temporário, para a equipe Sub-18. Garritano marcou 10 golos no campeonato na fase de grupos. Garritano também jogou pela equipe do Inter U19 8 vezes. Depois de conquistar o título da liga para a equipe Sub-18, Garritano foi incluído na equipe Sub-19 para a rodada de playoffs de Campionato Nazionale Primavera . Ele jogou duas vezes, em meias-finais, substituindo Marko Livaja suspenso e novamente na final como um substituto para Daniel Bessa . Em junho de 2012, o acordo de co-propriedade entre Inter e Cesena foi renovado e Garritano permaneceu na equipe da Inter U19 para a temporada 2012–13.
Garritano estreou pela primeira vez em 4 de outubro de 2012, em 2012–13, na UEFA Europa League . Garritano fez sua estréia na Serie A em 21 de abril, em San Siro, em Parma.
Em junho de 2013, a co-propriedade de Garritano foi renovada novamente. Em julho de 2013 Garritano se juntou ao campo de pré-temporada de Cesena. Por volta de sua graduação no sistema juvenil, ele também assinou um novo contrato profissional com Cesena.
Garritano fez 25 aparições para o Cesena em 2013-14 Serie B ; ele também jogou 3 vezes para o vencedor dos playoffs de promoção. Em junho de 2014, a copropriedade foi renovada novamente. No entanto, ele jogou apenas 6 vezes em 2014–15 na Serie A ; em 9 de janeiro de 2015, ele foi contratado pelo clube Modena, da Serie B, em um acordo temporário.
Em junho de 2015, a Cesena adquiriu os restantes 50% de direitos de registro da Garritano do Inter, por outra taxa de € 50.000. Inter, seus diretores  it  e Rinaldo Ghelfi também foram multados pela Federação Italiana de Futebol em julho de 2016, pelas etiquetas de preço de Caldirola, Garritano e Nagatomo, com uma multa total de € 90.000. Foi acusado pelo promotor de justiça que os preços foram inflacionados, a fim de aumentar as posições financeiras do clube nos anos de 2010–11 e 2011–12.

### Chievo
A 29 de junho de 2017, um dia antes do final do ano financeiro de Cesena e Chievo, Garritano, Rodríguez, Rigione e Daniele Grieco do Cesena foram vendidos ao Chievo para o Kupisz, Filippo Zambelli, Pietro Borgogna, Lorenzo Placidi e Carlo Cesberto Tosi para o Cesena. Além disso, Lamin Jallow mudou-se para a Cesena em um acordo temporário, com uma opção de compra no final da temporada 2017-18. Chievo comprou os 4 jogadores por um total de € 15   taxa de milhões. No entanto, foi contra-ponderado por Cesena comprou os 5 jogadores para um total de € 14   milhões de taxa de transferência. O lucro beneficiou a Cesena no ano fiscal de 2016–17, mas também criou uma carga pesada em termos de amortização dos custos de aquisição para o ano fiscal de 2017–18 e além.
Em julho de 2018, Garritano retornou ao Chievo após o término do empréstimo. No mesmo mês, Cesena foi declarada falida, assim como Chievo foi acusado de falsas contas em acordos de troca, como o acordo de Garritano.
Em 17 de agosto de 2018, Garritano foi contratado pelo Cosenza, da Serie B, até 30 de junho de 2019.

## Carreira internacional
Garritano foi membro da selecção italiana de Sub -19 na qualificação de qualificação e elite do Campeonato da Europa Sub-19 de Futebol de 2013, na qual fez 4 jogos. Ele também jogou 3 amistosos para a equipe Sub-19, incluindo o primeiro jogo da temporada, contra a Croácia Sub-19 .
Em 8 de outubro de 2015, ele fez sua estréia com a seleção italiana Sub-21, em uma vitória por 3-0 contra a Eslovênia .
Em junho de 2017, ele foi incluído na seleção sub-21 da Itália para o Campeonato da Europa Sub-21 de 2017 pelo técnico Luigi Di Biagio . Ele só jogou uma vez, substituindo o ex-companheiro de equipe do Inter, Marco Benassi, na derrota de 3 a 1 para a Espanha nas semifinais da competição, em 27 de junho.

## Honras
Inter U19
- Campionato Nazionale Primavera : 2012

Inter U18
- Campionato Nazionale Dante Berretti (grupo wildcard): 2012